# La ex
La ex es una telenovela colombiana creada por Luis Felipe Salamanca y Perla Ramírez, producida por Caracol Televisión en 2006, protagonizada por la actriz venezolana Ruddy Rodríguez y el actor peruano Diego Bertie y con las participaciones antagónicas del cubano-colombiano Mijail Mulkay y la colombiana Ángela Vergara.

## Argumento
El argumento trata de la historia de Amada María Otero Rosas, una mujer atractiva, eficiente y quien presume de tener un matrimonio perfecto con su esposo Leonardo Guáqueta. Aunque el otro yo de Amada, llamado Miranda, presente en muchas escenas de la telenovela, le grita que Leonardo es mentiroso e infiel, ella le cree a él sus disculpas para justificar sus faltas. Cuando Amada y Leonardo están cumpliendo seis años de casados, Linda Arbeláez, la amante de Leonardo, comienza a presionarlo para que deje a su esposa.
Tras descubrir la infidelidad, Amada se refugia en la casa de sus padres, Heriberto Otero y Carlota Rosas, quienes están a la cabeza de una familia disfuncional. Los problemas de Amada apenas comienzan, pues Leonardo se porta como un canalla ya que, asesorado por Linda y Ofelia Merchán, su suegra, en el proceso de divorcio, deja a Amada sin recursos económicos. Linda y Leonardo trabajan en la misma empresa que Amada (llamada Velvet), por lo que ella no tiene más remedio que renunciar, a pesar de que Sergio Estévez, un hombre serio y dueño de esa empresa no desea que se vaya, ya que ve en ella una mujer muy profesional en las ventas.
Amada, decidida a vencer la adversidad, descubre las fórmulas de unos productos de belleza de su abuela y necesitando un buen respaldo económico para sus aspiraciones empresariales, le ofrece a Sergio Estévez ser su socia en la producción de una nueva línea de productos de belleza, basada en las fórmulas descubiertas. La cercanía hace nacer entre ellos admiración y amor. Al aprovechar la situación emocional de Eddy Garzón, químico de la empresa Velvet y en quien Sergio confió las fórmulas de Amada, Linda se las roba y las vende a la empresa competidora Cosméticos Nacionales, haciendo quedar a Sergio como autor de la fechoría.
Amada, quien supone traidor a Sergio Estévez, se convierte en su enemiga, pero nunca le confiesa que a pesar de las diferencias que existen entre ellos, aún lo sigue amando. Esto hace que ella busque la manera de desquitarse de él, y por los avatares del destino Leonardo quien aún sigue queriendo a Amada, obtiene la herencia de su padre a quien cree muerto y le confía toda su fortuna para que la invierta en otra empresa denominada Cosméticos Continental, una empresa que aparentemente es rentable pero cuyo dueño, Camilo Salgar se ha encargado de ocultar su situación financiera real. 
Linda al aceptar un soborno de parte de Camilo, mintió en el informe financiero que le presentó a Sergio sobre esta empresa. Amada confió en esto y, sin pensarlo, compró esta empresa sin darse cuenta del engaño, pero al hacer este desfavorable negocio, Camilo se dio cuenta de la mujer que realmente es Amada y se enamoró de ella, y le devuelve todo el capital de la venta de la empresa bajo las condiciones de que ella no lo denuncie y de que sea el socio de Cosméticos Continental. Al volver a tener el potencial y estabilizar financieramente a esta empresa, Amada sigue con su propósito de vengarse de Sergio y al conocer que existían otras fórmulas naturales de su abuela que las heredó su tía Eduviges comienza la fabricación de una nueva línea de productos de belleza desde Cosméticos Continental y emprende una dura competencia con Velvet con el único propósito de que Sergio salga derrotado.
Tiempo después, Amada descubre el gran error cometido con Sergio Estévez y decide reparar el daño pidiéndole perdón y proponiéndole ser socios comerciales, fusionando Velvet y Cosméticos Continental generándose un gran emporio comercial, logrando al final la estabilidad en el amor y casándose con Sergio.

## Reparto
- Ruddy Rodríguez - Amada María Otero Rosas / Miranda
- Diego Bertie - Sergio Estévez / psicólogo
- Mijail Mulkay - Leonardo Guáqueta / Josefina Guáqueta
- Ángela Vergara - Linda Arbeláez'
- Santiago Moure - Martín de Jesús Otero
- Juliana Galvis - Grettel Teresa Otero Rosas
- Juan Fernando Sánchez - Hansel Eugenio Otero Rosas
- Dora Cadavid - Carlota Rosas
- Jaime Barbini - Heriberto María Otero
- Andrea Guzmán - Mélany Evans
- Samara de Córdova - Ofelia Merchán
- Cristina Campuzano - Elsa De la Fuente
- Rita Bendek - Margarita Casas
- Juan Carlos Arango - Francisco "Paco" Martínez
- Fernando Arévalo - Eddy Garzón
- Mónica Gómez - Sandra Bernal
- María Lara - Lucy Luna
- Danilo Santos - Camilo Salgar
- Claudia Liliana González - Verónica Pardo
- Alfredo Cuellar - Adolfo Rubiano
- Fernando Peñuela - Orestes Rubiano
- Julio Medina - Patricio Fernández
- José Saldarriaga como Zenón Ortega
- Andrés Martínez - Alejandro Gaviria
- Norma Nivia - Carolina Castellanos
- Jenny Osorio - Paris
- Fernando Arango - Roberto Muñoz
- Victor Cifuentes - Abogado Munevar
- Sebastián Peñuela - Mateo De la Fuente
- Quique Mendoza - Tito
- Andrea López
- Lina Marulanda
- Cristóbal Errázuriz
- Ana Bolena Meza
- Alberto Barreto
- Walter Luengas
- Yuly Pedraza
- Marco López

## Premios
- Dos de Oro en Venezuela a Mejor Actriz Internacional: Andrea Guzmán